# 우메사오 다다오
우메사오 다다오(梅棹忠夫, 1920년 6월 13일 ~ 2010년 7월 3일)는 일본의 생태학자, 민속학자, 정보학자, 미래학자이다. 일본 국립민족학박물관 명예교수, 종합연구대학원대학 명예교수, 교토대학교 명예교수. 일본중동학회 초대 회장을 지냈다.

## 생애
교토시에서 태어났다. 교토제국대 이학부 동물학과와 교토대 대학원을 졸업했다. '지식생산의 기술'(이와나미신쇼)는 장기베스트셀러가 됐고, 1963년에는 '정보산업론'을 발표했다. '정보산업'이라는 말을 만들었고, 앨빈 토플러에 앞서서 '정보화사회'의 틀을 제시했다는 평가를 받는다. 1957년 '제1차 주부논쟁'에 '여자와 문명'이라는 글을 쓰며 참여, '처 무용론'을 주장했다. 국립민족학박물관 설립에 애썼고, 1974년 초대 관장에 취임했다.

## 인물
일본 문화인류학의 개척자이다. '우메사오 문명학'이라고 불릴 정도로 독특한 문명론을 주창해 다방면에 큰 영향을 미쳤다. 생태학으로 출발해 동물사회학을 거쳐 민속학(문화인류학), 비교문명론으로 연구 초점을 옮겼다. 수리생태학의 선구자이기도 했다. 종교 바이러스설을 주창했다.

## 기타
- 역사소설가 시바 료타로와 몽골 연구로 친해져 대담집을 출판하기도 했다.
- 한자폐지론을 주장했고, 일본어를 로마자로 표기하자는 주장을 폈다. 에스페란토어 운동가이기도 했다.
- 이슬람교에 대해 인간과 신이 일대일로 접할 수 있는 종교라며 공감을 표시했다.
- 64세 때 양쪽 눈 실명하지만 그후에도 구술로 책을 집필했다.